# 257 Silesia
Silesia /saɪˈliːʃiə/ (định danh hành tinh vi hình: 257 Silesia) là một tiểu hành tinh lớn ở vành đai chính. Ngày 5 tháng 4 năm 1886, nhà thiên văn học người Áo Johann Palisa phát hiện tiểu hành tinh Augusta khi ông thực hiện quan sát tại Đài quan sát Vienna, Áo và đặt tên nó theo tên Silesia, một vùng của Trung Âu, cũng nơi sinh của Johann Palisa (ngày nay phần lớn Silesia thuộc Ba Lan, nhưng nơi sinh của Palisa là ở một phần nhỏ của Silesia thuộc Cộng hòa Séc).

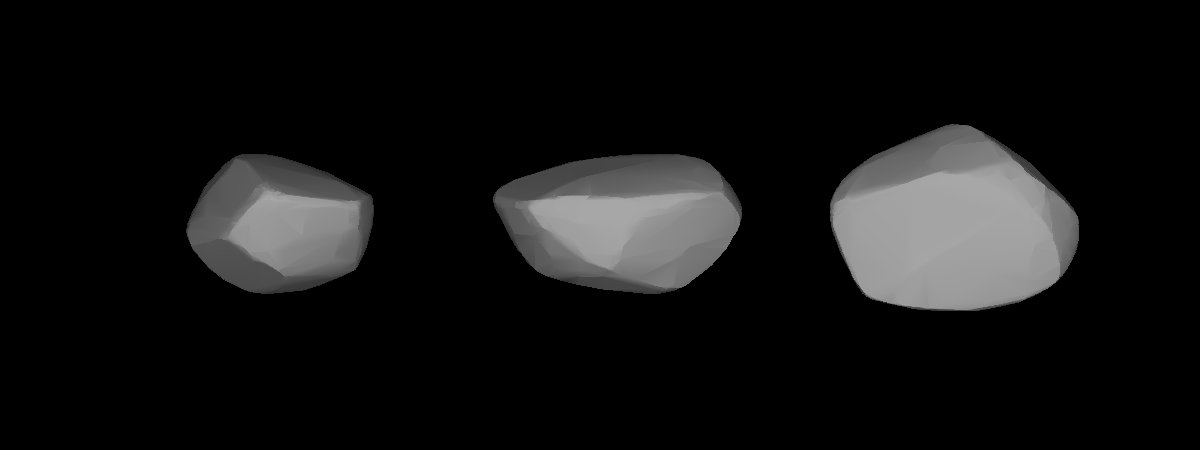
Mô hình 3D dựa trên đường cong ánh sáng của Silesia